# Caminos cruzados (novela)
Caminos cruzados es una novela policíaca escrita por el autor español Erlantz Gamboa. Fue ganadora en 2010 de la cuarta edición del Premio Internacional de novela negra L'H Confidencial, galardón anual que se otorga en Hospitalet de Llobregat. Ese mismo año fue editada por Roca Editorial.

## Argumento
En Arteaga, una pequeña población, es cruelmente asesinado un matrimonio. Carvajal, el jefe de la policía local, avisa a los federales. Estos se presentan con celeridad, pues se encuentran cerca siguiendo la pista de un peligroso asesino en serie, a quien llaman Calígula, cuyas víctimas son siempre parejas. Una simple inspección ocular de la escena es suficiente para que Marcia, teniente de la Policía Federal encargada de dirigir el caso, se convenza de que el autor de ese crimen es el mismo asesino a quien persiguen. Las sabias deducciones del jefe Carvajal, que antes de su actual trabajo había sido agente federal, ayudan a que las pesquisas avancen. A partir de entonces, colaborará estrechamente en el caso, creándose entre él y Marcia una relación afectiva.                                                                                                      
Ese mismo día es asesinada una anciana en su hogar, en Manzanos, un pueblo situado a doscientos kilómetros de Arteaga. Se trata también de un asesinato serial: el llamado caso del Mataancianas. El teniente Palacios, quien dirige la investigación, sigue la pista de una posible pareja: una mujer pelirroja, alta y atractiva y un hombre que se disfraza de empleado del gas.
En un restaurante de carretera, Calígula coincide con esta pareja, fijándose en la atractiva mujer, y  los elige como próximas víctimas. El cruce de sus caminos delictivos motivará también el cruce de las investigaciones.

## Personajes

### Enrique Carvajal
Llamado también Gordo Carvajal, es un soltero cincuentón "grueso, calvo, sudoroso y mal vestido". Fue policía federal en el Departamento de Robos de Vehículos, pero acabó dejándolo para aceptar el cargo de jefe de la policía local de su pueblo, Arteaga. Un asesinato cometido allí le involucra en la investigación federal del caso Calígula. Dada su experiencia, sus deducciones serán importantes para la resolución del caso. Mantiene una relación sentimental con la teniente Marcia Valcárcel, agente especial al mando de dicha investigación.

### Marcia Valcárcel
Teniente de la Policía Federal, es "una mujer de unos cuarenta años, alta y un tanto pasada de peso, medianamente atractiva, de pelo rubio y faz pálida". Dirige el caso Calígula y le acompañan dos agentes, Jonás y Josué, apodados «los bíblicos». Está casada con el teniente  Arturo Palacios.

### Arturo Palacios
Teniente de la Policía Federal, es "un hombre de unos cincuenta años, diminuto, delgado, con rostro afilado, gestos nerviosos y un carácter muy explosivo". Dirige la  investigación del caso del Mataancianas, acompañado por los agentes Aurelio Pereira y Mario Ortúzar. Está casado con la teniente Marcia Valcárcel.

### Calígula
Su verdadero nombre es Manuel Sarabia. Fue miembro del Ejército durante cinco años llegando a ser sargento segundo. Golpeó a una sargento primero que se burlaba del escaso tamaño de su pene, por lo que fue degradado, arrestado durante seis meses y luego expulsado de la vida militar. Su experiencia con los motores le lleva a buscar siempre trabajo en talleres mecánicos.
Las bromas de una prostituta ante su pequeña anomalía fisiológica le llevan a cometer su primer asesinato. El placer experimentado en ese acto le incita a seguir matando prostitutas. La muerte de una de ellas y de su acompañante ocasional le hacen cambiar de modus operandi. A partir de entonces busca parejas para violar a la mujer delante del hombre, y luego matar a ambos. También practica la necrofilia con ellas.
En su sangriento camino, se cruza con la pareja del caso Mataancianas y los elige como víctimas.

### El Mataancianas
En este caso, los criminales son dos: Susana y Claudio. El deseo de Susana es abrir una boutique y para reunir el dinero necesario cometen sus fechorías. Susana, que trabajó en una joyería, copió datos privados de clientes con el perfil adecuado a sus delitos: ancianas con joyas valiosas en casas. También es experta en cajas fuertes. El papel de ella es sonsacar información en el círculo familiar e íntimo de las futuras víctimas. Luego entra en acción su pareja, Claudio, generalmente disfrazado de empleado del gas, para acceder a la vivienda sin levantar sospechas. Cuando hay que matar, es él quien lo hace.